# Relações entre Índia e Paraguai
As relações entre Índia e Paraguai são as relações exteriores entre Índia e Paraguai.

## História
As relações diplomáticas entre Índia e Paraguai foram estabelecidas em 13 de setembro de 1961. O Paraguai abriu a sua embaixada na Índia em março de 2006. A embaixada é credenciada em conjunto com Sri Lanka. O Paraguai também mantém consulados-gerais em Chennai, Calcutá e Mumbai. A Índia é representada no Paraguai através de sua embaixada em Buenos Aires, Argentina e um consulado-geral em Assunção.
Em maio de 2012, Fernando Lugo se tornou o primeiro presidente paraguaio a visitar à Índia. Ele foi acompanhado pelos Ministros das Relações Exteriores, Agricultura e Pecuária e Comércio, e outros altos funcionários do governo.
O Paraguai apoiou a candidatura da Índia à eleição do Conselho de Direitos Humanos das Nações Unidas para o período de 2015 a 2017.

## Acordos bilaterais
Um acordo entre a Índia e o Paraguai concede privilégios de viagem sem visto a titulares de passaportes diplomáticos e oficiais desde 1996.

## Relações econômicas
O comércio bilateral entre Índia e Paraguai totalizou US$ 12 milhões em 2015, registrando um crescimento de 27% em relação ao ano anterior. A Índia exportou mercadorias no valor de US$ 145 milhões para o Paraguai e produtos importados no valor de US$ 67 milhões. Os principais produtos exportados da Índia para o Paraguai são produtos químicos, orgânicos, veículos, autopeças, cosméticos, máquinas, produtos farmacêuticos, plásticos, dispositivos de som e imagem, produtos de alumínio e borracha. Os principais produtos exportados do Paraguai para a Índia são óleo de soja (94% das importações), óleo de girassol, couro e madeira.
Os cidadãos paraguaios são elegíveis para bolsas de estudo no âmbito do Programa de Cooperação Técnica e Econômica da Índia. Muitos diplomatas paraguaios receberam treinamento no Instituto de Serviços Externos da Índia.

## Diáspora indiana no Paraguai
Em dezembro de 2016, cerca de 600 indianos, 200 dos quais são cidadãos naturais da Índia, residem no Paraguai, principalmente na cidade de Ciudad del Este, no leste do Paraguai. A comunidade é principalmente de origem Gujarati e Sindhi. Eles estão envolvidos principalmente no comércio, atacado e varejo.